# .mu
Pour les articles homonymes, voir MU.
.mu est le domaine de premier niveau national réservé à la république de Maurice. Il est administré par le Mauritius ccTLD Network Information Centre.
Ce nom de domaine a été commercialisé par Internet Direct Ltd en 1995 sous la signification « Musique ». De 2009 à 2014, le gouvernement mauricien a déroulé une procédure pour prendre le contrôle complet de son domaine de premier niveau national.
Il s'agit aussi du domaine hébergeant le site officiel du groupe de rock britannique MUSE.